# Antônio Parreiras

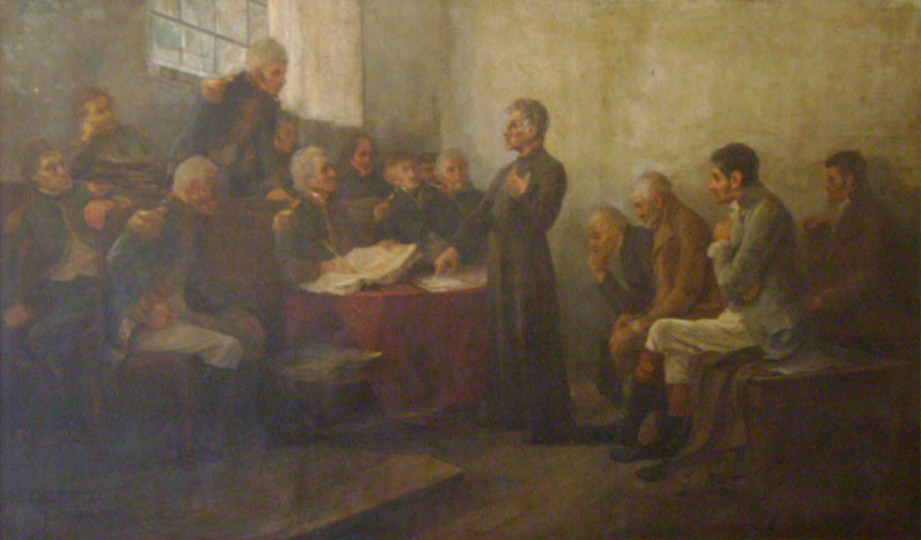
Julgamento de Frei Miguelinho, 1918.

Antônio Parreiras (Niterói, 20 janvier 1860- Niterói, octobre 1937) était un peintre, dessinateur et illustrateur brésilien. Bien qu'une grande partie de son œuvre soit composée de peintures historiques et de nus, c'est dans ses paysages que son art qui combine des influences européennes avec celles de son Brésil natal, s'exprime le mieux.
En 1883, Parreiras rencontre le peintre allemand Georg Grimm, qui enseigne la peinture de paysages, de la flore et de la faune, alors qu'il étudie à l'Académie impériale des Beaux-Arts. Grimm convainc Parreiras de s'éloigner des traditions de la peinture académique pour s'orienter vers l'observation directe de la nature.
Parreiras voyage dans toute l'Europe pendant quelques années, visitant de nombreux pays dont l'Allemagne, l'Italie et la France, présentant son premier nu féminin au Salon de Paris en 1907. Il continue à se rendre en Europe après être revenu au Brésil en 1914 et, en 1929, il reçoit une médaille d'or au salon international de Séville.
Parreiras meurt à Niterói, sa ville natale, et son atelier est transformé en un musée détenteur de nombreuses de ses œuvres, le Musée Antônio Parreiras.